# Frankfurt am Main Messe
Frankfurt am Main Messe – przystanek kolejowy dla linii S3, S4, S5 i S6 S-Bahn Rhein-Main we Frankfurcie nad Menem, w kraju związkowym Hesja, w Niemczech. Posiada 1 peron.